# Hidrocentrala Iablonița
Hidrocentrala Iablonița este o mică hidrocentrală amplasată pe râul Ceremușul Alb din Carpații Orientali. Ea se află pe teritoriul Ucrainei, la granița raioanelor Verhovina (din regiunea Ivano-Frankivsk) și Putila (din regiunea Cernăuți).
Ea a fost construită în anul 1950, fiind distrusă de inundații în anii '90 ai secolului al XX-lea. În anul 2009, compania Vinnytsa Novosvit a investit 8,5 milioane de grivne în reconstrucția acesteia.
În prezent, hidrocentrala are o capacitate instalată de 1,2 MW, având două turbine.